# Гори Вірменії

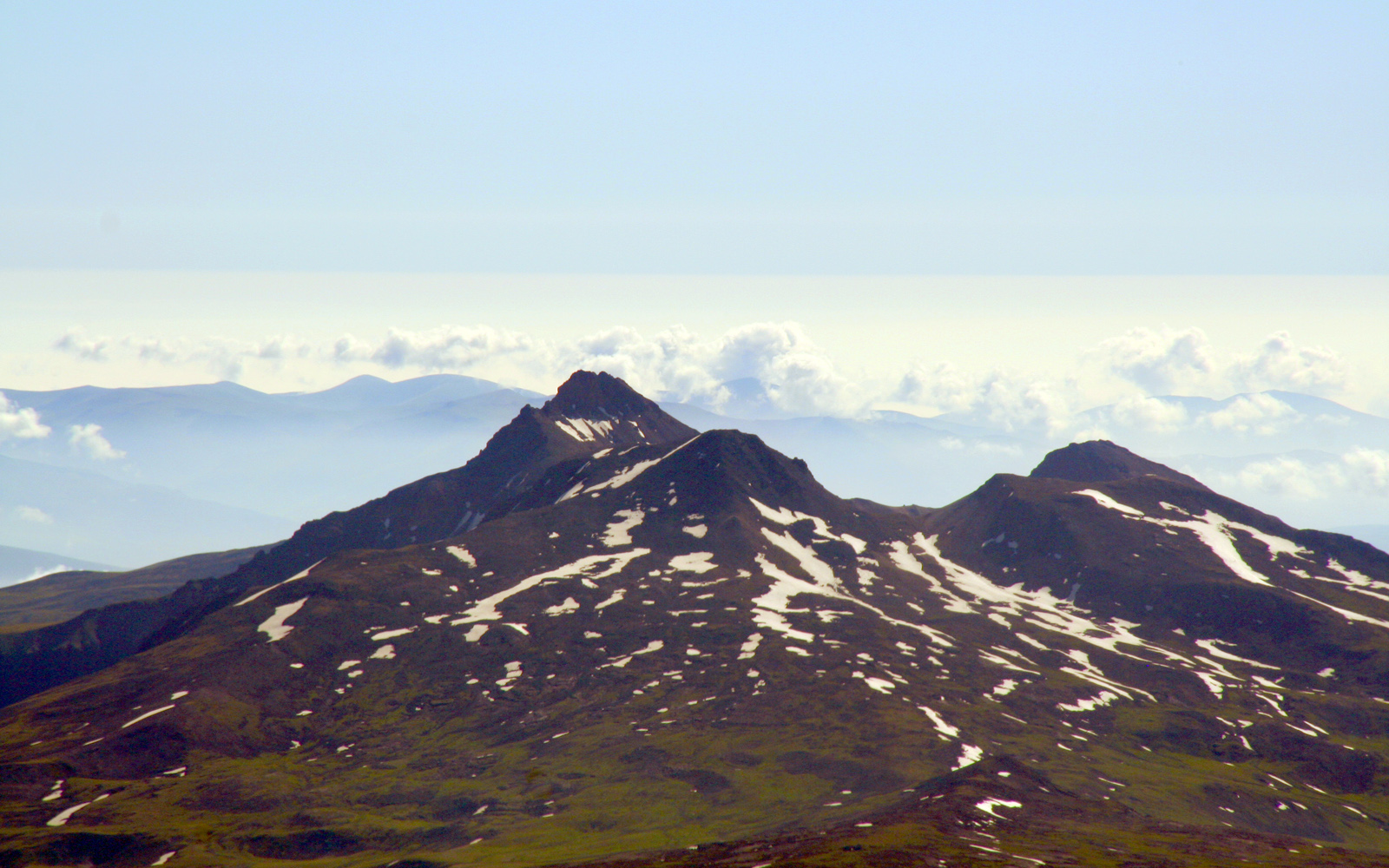
Гора Арагац

У Вірменії існують численні гори і згаслі вулкани. Кількість гір і вулканів налічується 309, хребтів — 42. Найвищою горою на території сучасної Вірменії є гора Арагац, висота якої дорівнює 4094 м.

## Гори
| Назва         | Висота (м) | Область                                                 |
| ------------- | ---------- | ------------------------------------------------------- |
| Арагац        | 4095       | Арагацотн                                               |
| Капутджух     | 3906       | Сюнік                                                   |
| Аждаак        | 3598       | Гехаркунік                                              |
| Кезелбогхаз   | 3594       | Сюнік                                                   |
| Спітакасар    | 3560       | Гехаркунік                                              |
| Мец Ішханасар | 3552       | Сюнік                                                   |
| Варденіс      | 3520       | Гехаркунік                                              |
| Гегасар       | 3443       | Гехаркунік                                              |
| Арамазд       | 3392       | Сюнік                                                   |
| Кошадах       | 3317       | Гехаркунік                                              |
| Вагхац        | 3256       | Сюнік                                                   |
| Хуступ        | 3214       | Сюнік                                                   |
| Ачкасар       | 3196       | Кордон Ширакської і Лорійської областей                 |
| Теж           | 3101       | Кордон Арагацотнської, Лорійської, Котайкської областей |
| Мурхуз        | 2993       | Тавуш                                                   |
| Урасар        | 2992       | Кордон Ширакської і Лорійської областей                 |
| Гндасар       | 2947       | Вайоц-Дзор                                              |
| Кошатах       | 2901       | Гехаркунік                                              |
| Тегеніс       | 2851       | Котайк                                                  |
| Ара лер       | 2577       | Арагацотн                                               |
| Лалвар        | 2545       | Лорі                                                    |
| Атіс          | 2528       | Котайк                                                  |
| Артаваз       | 2929       | Котайк                                                  |
| Артаніш       | 2460       | Гехаркунік                                              |
| Урц           | 2425       | Арарат                                                  |
| Гутанасар     | 2299       | Котайк                                                  |
| Чатин         | 2246       | Лорі                                                    |
| Артені        | 2047       | Арагацотн                                               |

## Ресурси Інтернету
- Вулкан Аждаак, Журнал «Ереван», N5, 2005 [Архівовано 3 травня 2014 у Wayback Machine.]

## Фототека

widths="160px"
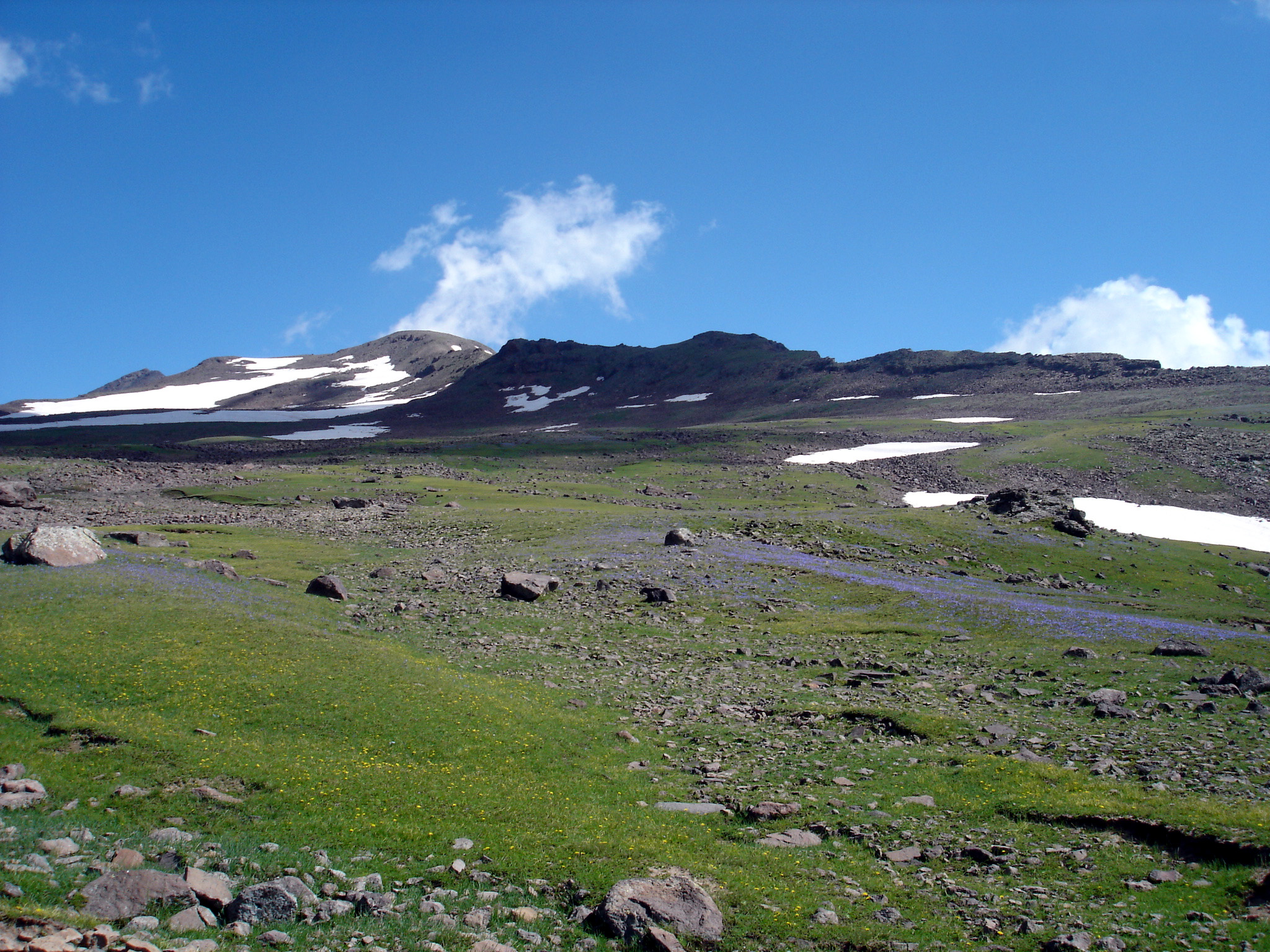
Вершина гори Арагац
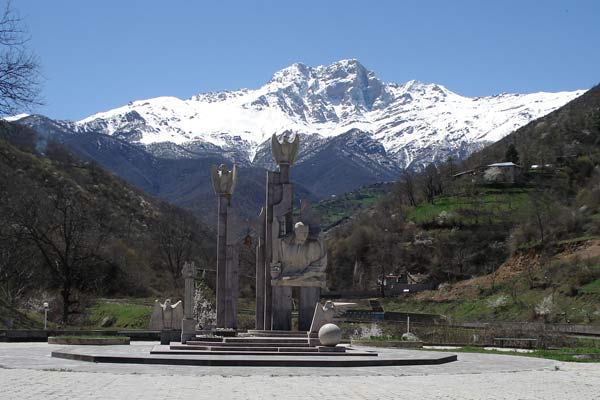
Хуступ
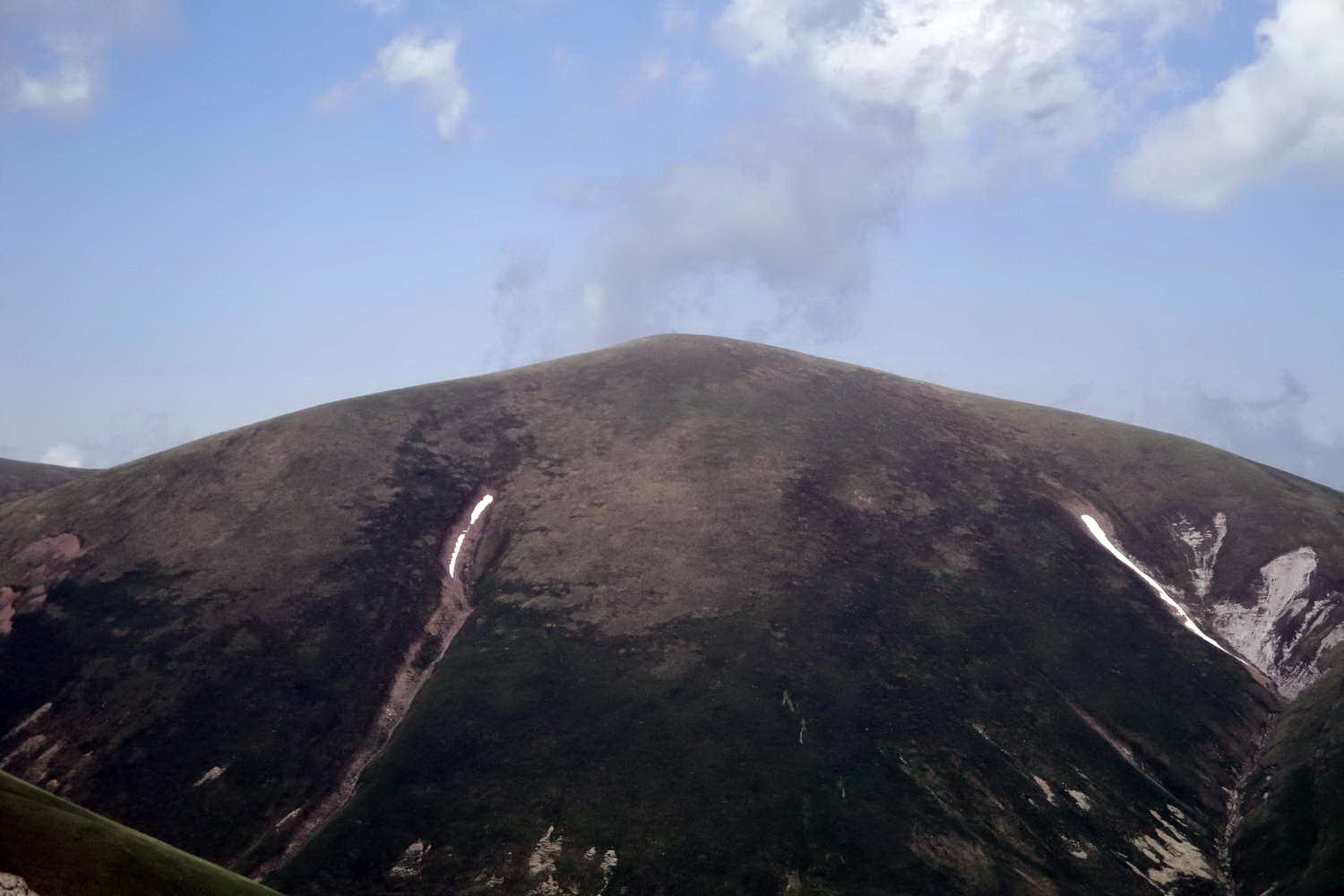
Теж
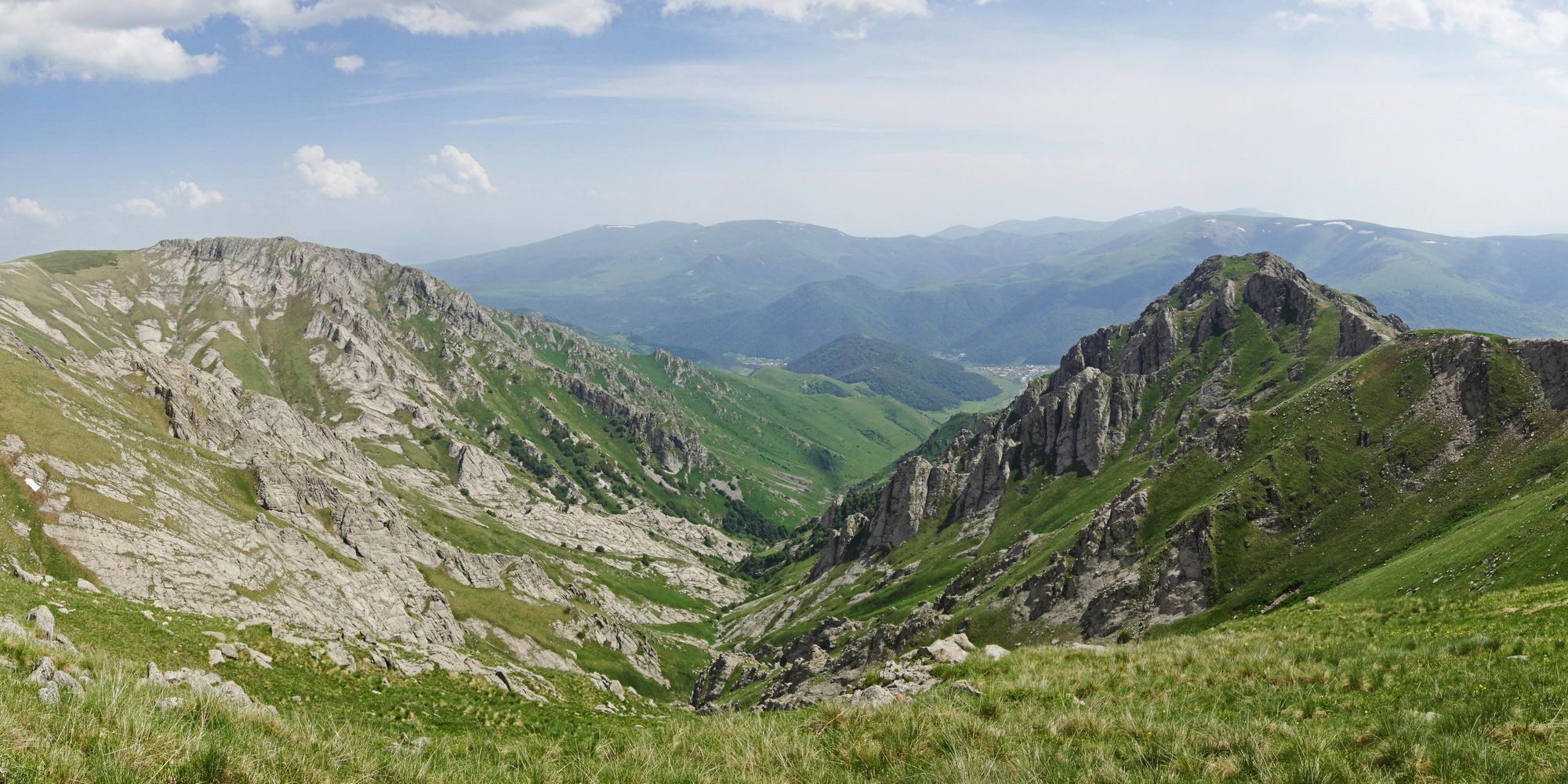
Артаваз
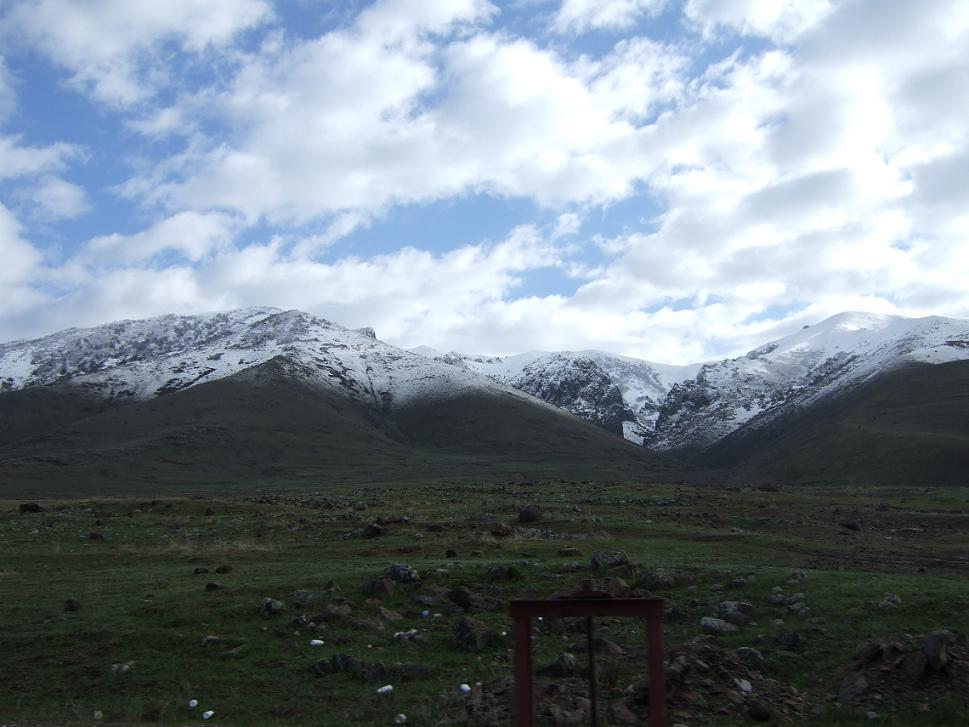
Ара лер
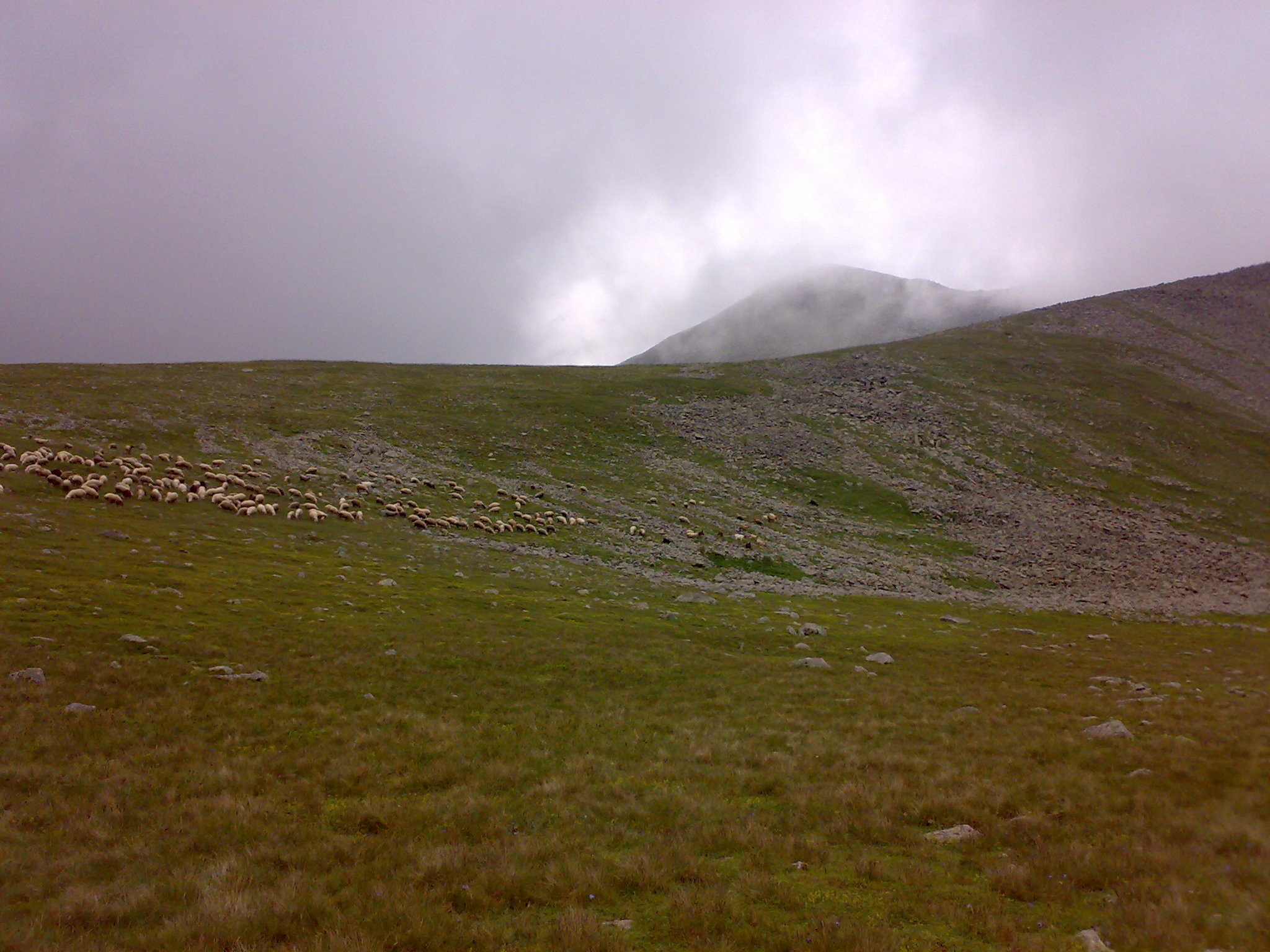
Ачкасар
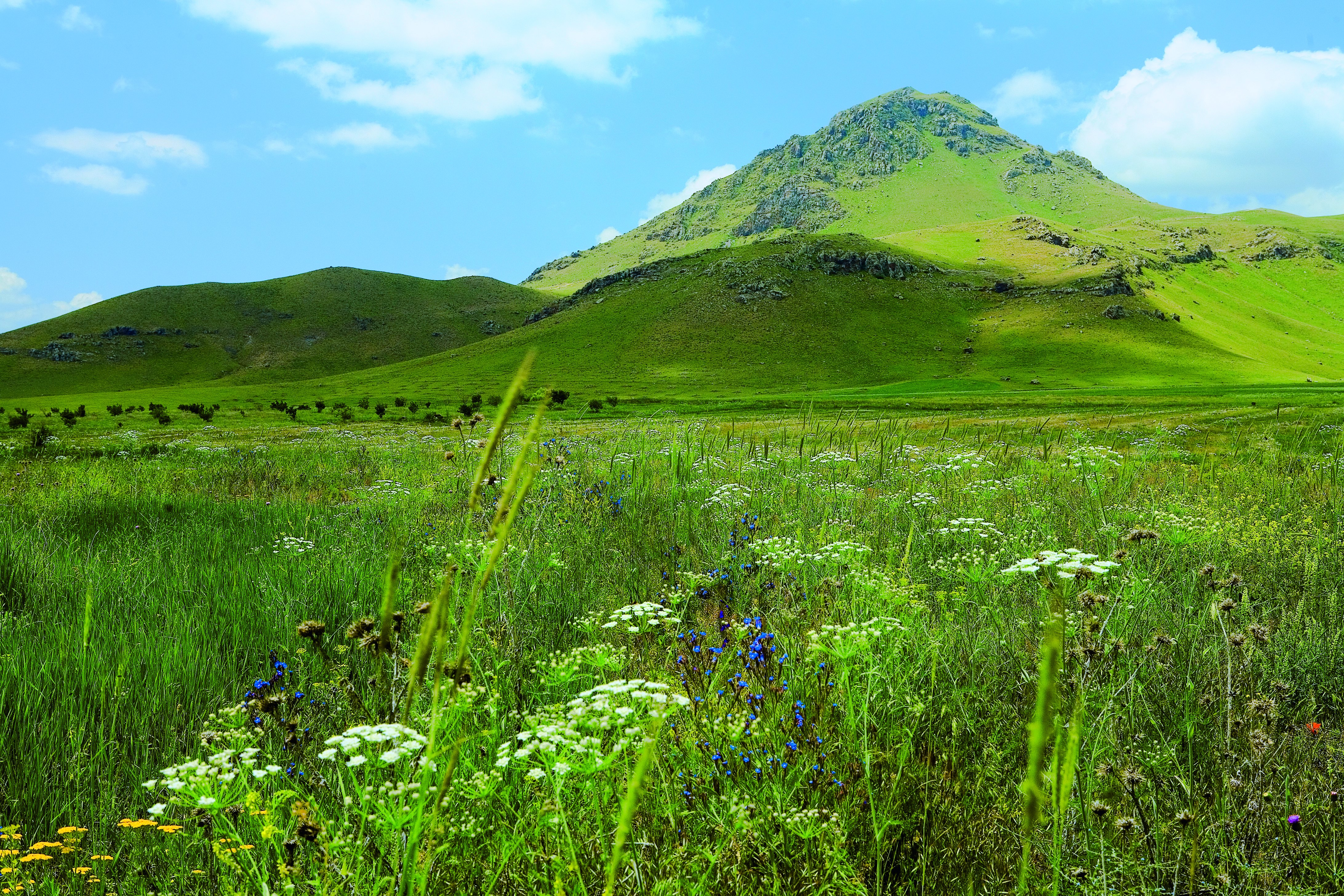
Артені